# Oviglio
Oviglio é uma comuna italiana da região do Piemonte, província de Alexandria, com cerca de 1.286 habitantes. Estende-se por uma área de 27,31 km², tendo uma densidade populacional de 47 hab/km². Faz fronteira com Alessandria, Bergamasco, Borgoratto Alessandrino, Carentino, Castellazzo Bormida, Felizzano, Incisa Scapaccino (AT), Masio, Solero.

## Demografia
| Variação demográfica do município entre 1861 e 2011                               |
|                                                                                   |
| Fonte: Istituto Nazionale di Statistica (ISTAT) - Elaboração gráfica da Wikipedia |